# Cal Boixacs
Cal Boixacs és una obra de Calonge de Segarra (Anoia) inclosa a l'Inventari del Patrimoni Arquitectònic de Catalunya.

## Descripció
Aquesta cimentera industrial està situada al Km. 32 de la carretera C1412a.
Els forns estan excavats dins d'un turó. Per sobre de la porta s'aixeca un mur de pedra apuntalat amb contraforts. El seu estat ruinós impedeix l'accés a les boques dels forns, que deurien ser tres, ja que a la part superior del turó s'hi veuen tres canons.
Annexes als forns hi ha tres construccions d'obra també ruinoses i a dalt del turó hi resten una paret i una mena de torre compacta feta de maons.